# Schembria
Schembria är ett släkte av tvåvingar. Schembria ingår i familjen parasitflugor.
Kladogram enligt Catalogue of Life:
| Schembria | \| \| Schembria eldana \| \| \| \| \| \| Schembria meridionalis \| \| \| \| |
|           | \| \| Schembria eldana \| \| \| \| \| \| Schembria meridionalis \| \| \| \| |
|           | Schembria eldana                                                            |
|           |                                                                             |
|           | Schembria meridionalis                                                      |
|           |                                                                             |